# 卡扎奇卡河 (图奈恰湖)
卡扎奇卡河（俄语：Река Казачка）或时岱川（日语：／）是萨哈林州科尔萨科夫区的河流，源起列兹霍佐夫山东坡，长17公里，流域面积38平方公里，注入图奈恰湖；中游河宽10米，深0.1米，流速1米每秒。